# Divald József
Divald József (Selmecbánya, 1827. március 21. – Selmecbánya, 1879. december 31.) pénzügyi tanácsos.

## Élete
Divald Adolf öccse volt, 1846-ban a selmeci bányászakadémiában kezdett tanulni; 1871-ben magyar királyi számtanácsos lett a pénzügyminiszteriumi számvevőségnél Budán.

## Munkái
Cikkei: Bányászati viszonyaink (Hon 1867. 180. sz.). A szepesi bányászat történetéhez, Adalékok a rozsnyói bányászat történetéhez (Bányászati és Kohászati Lapok 1878.), Adalékok a szepesi bányászat történetéhez a XVII. század elején, A körmöczi pénzverdéből, A rozsnyói bányászat a XVII. század közepén (Tört. Tár 1878–79. 1882.), Thurzó György és a bányakamara (Századok 1880.)